# Фрегати проєкту 1135
Фрегати проєкту 1135 (шифр «Скажений Джо», за кодифікацією НАТО — англ. Krivak class) — серія радянських сторожових кораблів (СКР) 2-го рангу ближньої і дальньої морської зони ВМС України і ВМФ рф.

## Проєктування, будівництво
Сімейство проєктів 1135 — група зі щонайменше трьох (1135, 1135М і 11351) проєктів кораблів дальньої морської зони, у яких за основу було взято проєкт 1135 великого протичовнового корабля. Сторожові кораблі цього проєкту будувалися для військово-морського флоту і морських частин прикордонних військ у 70-х-80-х роках XX століття. У ВМС України перекласифіковані у фрегати.
Проєкт 1135 був створений на перехресті двох напрямків в еволюції протичовнових кораблів радянського флоту — малих (проєкти 159 і 35) і великих (проєкт 61). У той час Радянський ВМФ виходив у світовий океан, і його головним завданням вважалася боротьба з атомними підводними човнами потенційного противника.
Тактико-технічне завдання на проєкт 1135 було сформоване у 1964 році. Основне призначення сторожового корабля було «тривале патрулювання з метою пошуку і знищення підводних човнів противника і охорона кораблів і суден на переході морем». В результаті був створений вдалий проєкт газотурбінного корабля, здатного діяти в морській зоні. Значний вплив на проєктування систем озброєння нового корабля мав проєкт великих протичовнових кораблів 1134 — гідроакустичне озброєння 1135 проєкту було ідентичним проєкту 1134Б, але недостатнім для удару ракетами головного калібру на повну дальність, тому передбачалося дію кораблів пошуково-ударними парами. Зменшення водотоннажності також призвело до відмови від використання палубного вертольота. Вперше на вітчизняному кораблі відносно невеликої водотоннажності вдалося розмістити потужне протичовнове озброєння, включаючи ПЧРК «Метєль».
Проєкт 1135М став подальшою модернізацією проєкту 1135: на кораблях проєкту артилерійський комплекс АК-726-МР-105 зі спареними 76-мм артустановками замінений потужнішим АК-100-МР-145 з двома одногарматними 100-мм АУ АК-100, протичовновий ракетний комплекс замінений сучаснішим УРПК-5 «Раструб» з ракетоторпедою 85РУ, здатною уражати не тільки підводні, а і надводні цілі, встановлені потужніші ГАС, що призвело до збільшення водотоннажності на 140 тонн. До 1977 року кораблі проєктів 1135 і 1135М класифікувалися як великі протичовнові кораблі, потім були перекласифіковані у сторожові кораблі II рангу.
Проєкт 1135П (11351) — прикордонна версія корабля, розроблена на початку 1980-х за завданням КДБ СРСР. Мав шифр 11351 «Нерей». Корпус, енергетична установка, головні механізми та обладнання корабля залишилися аналогічними проєкту 1135М. Конструктори відмовилися від ПЧПК «Метєль», але залишили РБУ-6000 і торпедні апарати. У носовій частині встановили арткомплекс АК-100. На кормі обладнаний злітний майданчик і ангар для постійного базування вертольота. Зенітно-ракетний комплекс «Оса-М» був залишений тільки один, в носі. У кормовій частині надбудови встановили побортно по дві автоматичні 30-мм артустановки АК-630М. ГАС «Титан» і «Вега» замінили комплексами «Платина» та «Бронза». Водотоннажність корабля зросла на 300 тонн, але в результаті вийшов універсальний корабель з цілком збалансованими характеристиками.
| Озброєння за проєктами   |                                                                                                  |                                                                                                  | |                                                        | |
|                          | 1135                                                                                             | 1135М                                                                                            | 11352/3 | 11351                                                  | 11356 |
| Артилерія                | 2 х 2 — 76 мм АУ АК-726                                                                          | 2 × 1 — 100 мм АУ АК-100                                                                         | 2 х 2 — 76 мм АУ АК-726 2 х 1 — 45 мм 21КМ                                                                             | 1 х 1 — 100 мм АУ АК-100                               | 1 × 1 — 100 мм АУ А-190 |
| Зенітне озброєння        | —                                                                                                | —                                                                                                | — | 2 × 6 — 30 мм АУ АК-630М                               | 2 × 6 — 30 мм АУ АК-630М |
| Ракетне озброєння        | 1 х 4 — ПЧРК «Раструб-Б» КТ-М-1135 (4 ракет 85РУ) 2 х 2 — ПУ ЗІФ-122 ЗКР «Оса-М» (40 ракет 9M33) | 1 х 4 — ПЧРК «Раструб-Б» КТ-М-1135 (4 ракет 85РУ) 2 х 2 — ПУ ЗІФ-122 ЗКР «Оса-М» (40 ракет 9M33) | 1 х 4 — ПЧРК «Раструб-Б» КТ-М-1135 (4 ракет 85РУ) 2 х 2 — ПУ ЗІФ-122 ЗКР «Оса-М» (40 ракет 9M33) 2 × 1 ПКР Х-35 «Уран» | 1 x 2 — ПУ ЗІФ-122 ЗРК «Оса-МА2» (20 ракет 9M33)       | 1 × 8 — «Калібр» 3С14 (УВП ПКР 3М54T / 3М54T1 або ПЛУР 91Р1 / 91РТ2) (ВМФ Росії) або 3С-14Э «Club-N», «БраМос» (ВМС Індії) 2 × 12 — 24 УВП 3К90М «Штиль-1» та 24 ЗКР 9М317М 8 × 1 — ПЗРК Ігла-С або Верба (8 × ЗКР) |
| Протичовнове озброєння   | 2 х 12 — 213-мм реактивні бомбомети РБУ-6000 «Смерч-2»                                           | 2 х 12 — 213-мм реактивні бомбомети РБУ-6000 «Смерч-2»                                           | 2 х 12 — 213-мм реактивні бомбомети РБУ-6000 «Смерч-2»                                                                 | 2 х 12 — 213-мм реактивні бомбомети РБУ-6000 «Смерч-2» | 2 х 12 — 213-мм реактивні бомбомети РБУ-6000 «Смерч-2» |
| Торпедно-мінне озброєння | 2 х 4 — 533 мм ТА ЧТА-53-1135                                                                    | 2 х 4 — 533 мм ТА ЧТА-53-1135                                                                    | 2 х 4 — 533 мм ТА ЧТА-53-1135                                                                                          | 2 х 4 — 533 мм ТА ЧТА-53-1135                          | 2 × 2 — 533 мм ДТА-53-11356 |
| Тактична ракета          | —                                                                                                | —                                                                                                | — | —                                                      | 1 × 8 — 3М14Т КР «Калібр» (ВМФ Росії) або 3С-14Э «Club-N», «БраМос» (ВМС Індії) |

Будівництво кораблів серії велося на трьох суднобудівних заводах (СБЗ імені А. О. Жданова (Ленінград), СБЗ «Янтарь» (Калінінград), СБЗ «Залив» (Керч).) Всього в 1968—1981 роках було побудовано 21 корабель проєкту 1135, 11 — проєкту 1135М (1973—1981) і 7 проєкту 1135М (1981—1990).

## Конструкція
| Двигуни за проєктами | | | | |
| 1135 | 1135М | 1135 (Зав. № 13, 155, 711) | 11351 | 11356 |
| Головна енергетична установка: | | | | |
| 1 × газотурбінний агрегат М7 — 48000 к.с. 2 × маршеві газові турбіни М60 або ДО63 по 6000 к.с. 2 × форсажні газові турбіни М3 або ДК59 по 18000 к.с. | 1 × газотурбінний агрегат М7 — 48000 к.с. 2 × маршеві газові турбіни М60 або ДО63 по 6000 к.с. 2 × форсажні газові турбіни М3 або ДК59 по 18000 к.с. | 1 × газотурбінний агрегат М7К (на останніх М7Н) — 46000 к.с. 2 × маршеві газові турбіни М62 по 6000 к.с. 2 × форсажні газові турбіни М8К по 17000 к.с. | 1 × газотурбінний агрегат М7Н «Зоря-Машпроєкт» — 46000 к.с. 2 × маршеві газові турбіни М62 по 6000 к.с. 2 × форсажні газові турбіни М8К по 17000 к.с. | 2 × ГТД М7Н1 «Зоря-Машпроєкт» — 30450 к.с. 2 × маршеві газові турбіни ДС-71 по 6215 КВт (8450 к.с.) 2 × форсажні газові турбіни ДТ-59 по 16 181 КВт (22 000 к.с.) |
| Електроенергетична система: | | | | |
| 5 × допоміжних дизель-генераторів ДГАГ-500/Г-МШ по 500 кВт                                                                                           | 5 × допоміжних дизель-генераторів ДГАГ-500/Г-МШ по 500 кВт                                                                                           | 5 × допоміжних дизель-генераторів ДГАС-500/1МШ по 500 кВт                                                                                              | 5 × допоміжних дизель-генераторів ДГАС-500/1МШ по 500 кВт                                                                                             | 4 × допоміжних дизель-генераторів WCM-800 по 800 кВт |

## У складі українського флоту та флотів інших держав
Первісток, а нині флагман Військово-Морських Сил України — фрегат «Гетьман Сагайдачний» проєкту 11351 — перший бойовий корабель спущений на воду в незалежній Україні. Крім того, в липні 1997 року, згідно з українсько-російською угодою про параметри розподілу Чорноморського флоту, ВМС України були передані три сторожові кораблі Чорноморського флоту СРСР «Разительний» (у ВМС України отримав назву «Севастополь»), «Безукоризненний» («Миколаїв») і «Беззавєтний» («Дніпропетровськ»). Однак усі три через відсутність коштів на ремонт і відновлення технічної готовності як бойові одиниці не використовувалися і невдовзі були списані.
| Назва               | Проєкт | Дата закладки  | В експлуатації | Статус                           |
| ------------------- | ------ | -------------- | -------------- | -------------------------------- |
| Гетьман Сагайдачний | 11351  | 5 жовтня 1990  | 2 квітня 1993  | затоплений 3 березня 2022        |
| Миколаїв            | 1135   | 12 липня 1978  | 29 грудня 1979 | виведений зі складу флоту в 2001 |
| Дніпропетровськ     | 1135   | 28 травня 1975 | 17 лютого 1978 | виведений зі складу флоту в 2002 |
| Севастополь         | 1135М  | 11 лютого 1975 | 31 грудня 1976 | виведений зі складу флоту в 2004 |

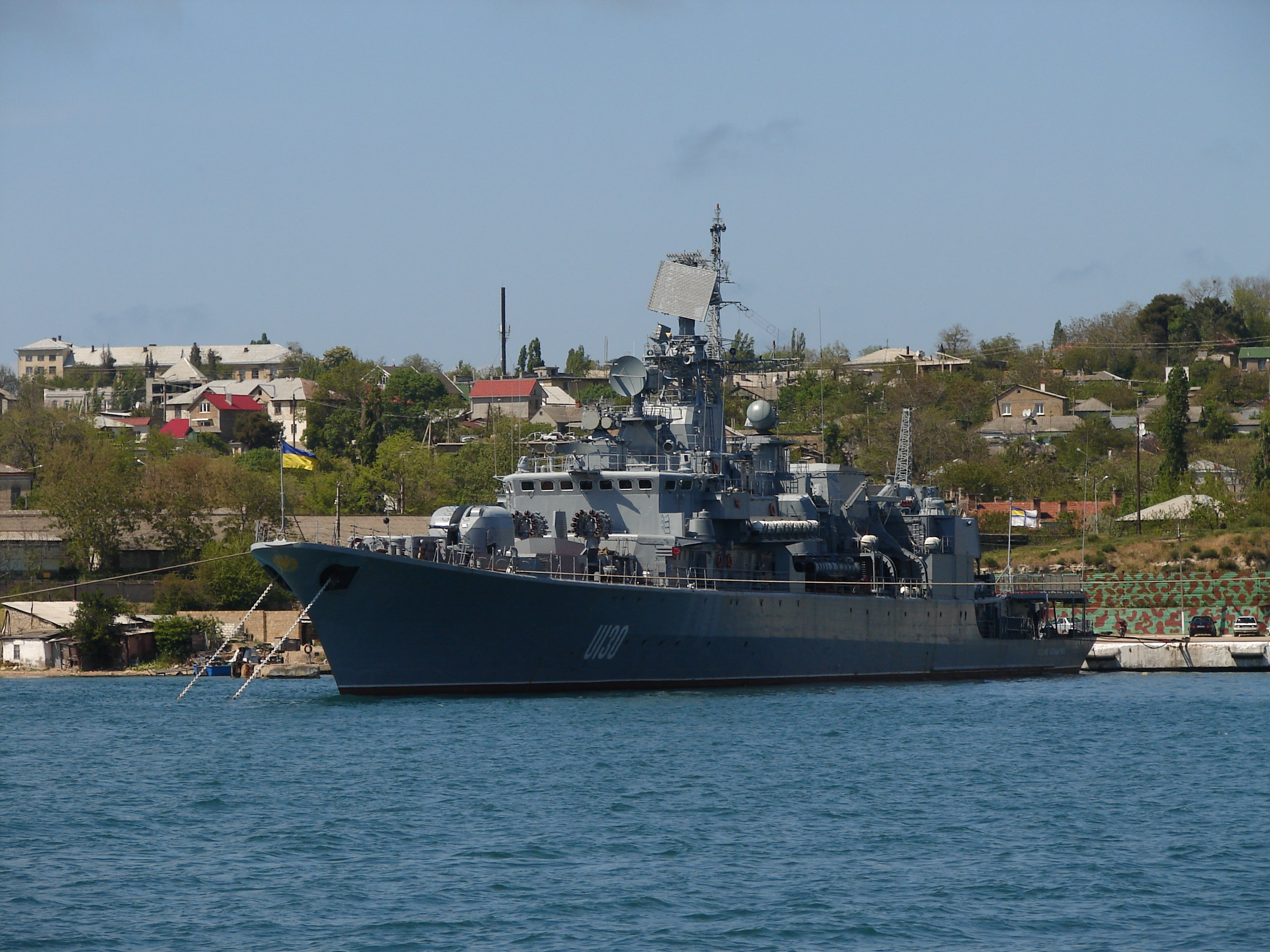
«Гетьман Сагайдачний»
«Севастополь»
«Миколаїв»
«Дніпропетровськ»

Крім ВМС України декілька сторожових кораблів проєктів 1135 і 11351 знаходяться на озброєнні ВМФ Росії, зокрема два проєкту 1135 «Ладний» і «Допитливий» — у складі Чорноморського флоту. Крім того на Північній верфі (Санкт-Петербург) Росією будуються для ВМС Індії декілька фрегатів типу «Тальвар». «Тальвар» або проєкт 11356 — є подальшою модернізацією сторожових кораблів проєкту 1135.1.

## Склад
Кольори таблиці:
- — недобудований або утилізований не спущеним на воду
- — діє у складі ВМФ РФ
- — діючий у складі не російських ВМС або як цивільне судно
- — списаний, утилізований чи втрачений
- — знаходиться на зберіганні

| Назва                                                 | Виробник                           | Зав. №                 | Дата закладки               | Спущений на воду          | Введений до складу                             | Флот                   | Статус                                        | Зауваження |
| Проєкт 1135 (Krivak I)                                | Проєкт 1135 (Krivak I)             | Проєкт 1135 (Krivak I) | Проєкт 1135 (Krivak I)      | Проєкт 1135 (Krivak I)    | Проєкт 1135 (Krivak I)                         | Проєкт 1135 (Krivak I) | Проєкт 1135 (Krivak I)                        | Проєкт 1135 (Krivak I) |
| ----------------------------------------------------- | ---------------------------------- | ---------------------- | --------------------------- | ------------------------- | ---------------------------------------------- | ---------------------- | --------------------------------------------- | --- |
| Бдітельний                                            | СБЗ «Янтарь», Калінінград          | 151                    | 21 липня 1968               | 28 березня 1970           | 31 грудня 1970                                 | БФ                     | виведений зі складу флоту в 1996              | |
| Бодрий                                                | СБЗ «Янтарь», Калінінград          | 152                    | 15 січня 1969               | 28 квітня 1971            | 31 грудня 1971                                 | БФ                     | виведений зі складу флоту в 1997              | |
| Достойний                                             | СБЗ «Залив», Керч                  | 11                     | 11 серпня 1969              | 8 травня 1971             | 31 грудня 1971                                 | ПФ                     | виведений зі складу флоту в 1993              | |
| Свірепий                                              | СБЗ «Янтарь», Калінінград          | 153                    | 15 червня 1970              | 27 січня 1971             | 29 грудня 1972                                 | БФ                     | виведений зі складу флоту в 1993              | |
| Сільний                                               | СБЗ «Янтарь», Калінінград          | 154                    | 15 березня 1971             | 29 серпня 1972            | 30 червня 1973                                 | БФ                     | виведений зі складу флоту в 1994              | |
| Доблестний                                            | СБЗ «Залив», Керч                  | 12                     | 30 листопада 1970           | 22 лютого 1973            | 28 грудня 1973                                 | ПФ                     | виведений зі складу флоту в 1992              | |
| Сторожовий                                            | СБЗ «Янтарь», Калінінград          | 155                    | 20 липня 1972               | 21 березня 1973           | 30 грудня 1973                                 | ТОФ                    | виведений зі складу флоту в 2002              | Цей корабель був залучений до заколоту в 1975 році, який надихнув роман «Полювання на Червоний Жовтень»                                    |
| Разумний                                              | СБЗ «Янтарь», Калінінград          | 156                    | 26 червня 1972              | 20 липня 1973             | 30 вересня 1974                                | ТОФ                    | виведений зі складу флоту в 1998              | |
| Разящий                                               | СБЗ «Янтарь», Калінінград          | 157                    | 28 вересня 1972             | 22 липня 1974             | 30 грудня 1974                                 | ТОФ                    | виведений зі складу флоту в 1992              | |
| Дружний                                               | СБЗ «Янтарь», Калінінград          | 158                    | 12 жовтня 1973              | 22 січня 1975             | 30 вересня 1975                                | БФ                     | виведений зі складу флоту в 2002              | |
| Деятельний                                            | СБЗ «Залив», Керч                  | 13                     | 21 червня 1972              | 5 квітня 1975             | 25 грудня 1975                                 | ЧФ                     | виведений зі складу флоту в 1995              | |
| Ретивий                                               | СБЗ «ім. А. А. Жданова», Ленінград | 712                    | 12 червня 1974              | 14 серпня 1976            | 28 грудня 1976                                 | ТОФ                    | виведений зі складу флоту в 1995              | |
| Дніпропетровськ (екс-Беззавєтний)                     | СБЗ «Залив», Керч                  | 14                     | 28 травня 1976              | 7 травня 1977             | 30 грудня 1977                                 | ВМС України            | виведений зі складу флоту в 30 жовтня 2002    | Зіткнувся з американським кораблем «Йорктаун» у лютому 1988 р. Внаслідок аварії на Чорному морі. Переданий ВМС України 1 серпня 1997 року. |
| Задорний                                              | СБЗ «ім. А. А. Жданова», Ленінград | 716                    | 10 листопада 1977           | 25 березня 1979           | 31 серпня 1979                                 | ПФ                     | виведений зі складу флоту в 2005              | |
| Миколаїв (екс-Безукоризненний)                        | СБЗ «Залив», Керч                  | 15                     | 12 липня 1978               | 3 червня 1979             | 29 грудня 1979                                 | ВМС України            | виведений зі складу флоту в 2001              | Переданий ВМС України 1 серпня 1997 року.                                                                                                  |
| Ладний                                                | СБЗ «Залив», Керч                  | 16                     | 25 травня 1979              | 7 травня 1980             | 29 грудня 1980                                 | ЧФ                     | в бойовому складі                             | Завершив ремонт у 2021 році та повернувся до флоту.                                                                                        |
| Поривістий                                            | СБЗ «Залив», Керч                  | 17                     | 21 травня 1980              | 16 травня 1981            | 29 грудня 1981                                 | ТОФ                    | виведений зі складу флоту в 1994              | Переведений у Владивосток 25 листопада 1994 року як навчальна база.                                                                        |
| Проєкт 1135М (Krivak II)                              |                                    |                        |                             |                           |                                                |                        |                                               | |
| Резвий                                                | СБЗ «Янтарь», Калінінград          | 159                    | 12 грудня 1973              | 30 травня 1975            | 30 грудня 1975                                 | ПФ                     | виведений зі складу флоту в 2001              | |
| Резкий                                                | СБЗ «Янтарь», Калінінград          | 160                    | 28 липня 1974               | 17 лютого 1976            | 30 вересня 1976                                | ТОФ                    | виведений зі складу флоту в 1995              | |
| Севастополь (екс-Разительний)                         | СБЗ «Янтарь», Калінінград          | 161                    | 11 лютого 1975              | 1 липня 1976              | 31 грудня 1976                                 | ВМС України            | виведений зі складу флоту в 30 листопада 2004 | Переданий ВМС України 1 серпня 1997 року. Після списання був проданий Туреччині для використання в ролі корабля-мішені.                    |
| Грозящий                                              | СБЗ «Янтарь», Калінінград          | 162                    | 4 травня 1975               | 7 лютого 1977             | 30 вересня 1977                                | ТОФ                    | виведений зі складу флоту в 1995              | |
| Неукротимий                                           | СБЗ «Янтарь», Калінінград          | 163                    | 22 січня 1976               | 7 вересня 1977            | 30 грудня 1977                                 | БФ                     | виведений зі складу флоту в 2009              | Затонув 5 листопада 2012 року в Балтійському морі.                                                                                         |
| Громкий                                               | СБЗ «Янтарь», Калінінград          | 164                    | 23 червня 1976              | 11 квітня 1978            | 30 вересня 1978                                | ПФ                     | виведений зі складу флоту в 1998              | |
| Бессменний                                            | СБЗ «Янтарь», Калінінград          | 165                    | 11 січня 1977               | 9 серпня 1978             | 26 грудня 1978                                 | ПФ                     | виведений зі складу флоту в 1998              | |
| Горделівий                                            | СБЗ «Янтарь», Калінінград          | 166                    | 26 липня 1977               | 3 травня 1979             | 20 вересня 1979                                | ТОФ                    | виведений зі складу флоту в 1994              | |
| Р'яний                                                | СБЗ «Янтарь», Калінінград          | 167                    | 1 березня 1978              | 1 вересня 1979            | 31 грудня 1979                                 | ТОФ                    | виведений зі складу флоту в 1997              | |
| Ревностний                                            | СБЗ «Янтарь», Калінінград          | 168                    | 1 березея 1978              | 1 вересня 1979            | 31 грудня 1979                                 | ТОФ                    | виведений зі складу флоту в 2003              | |
| Допитливий                                            | СБЗ «Янтарь», Калінінград          | 169                    | 27 червня 1979              | 16 квітня 1981            | 30 листопада 1981                              | ЧФ                     | в бойовому складі                             | |
| Проєкт 11351 «Нерей» (Krivak III)                     |                                    |                        |                             |                           |                                                |                        |                                               | |
| Менжинський                                           | СБЗ «Залив», Керч                  | 201                    | 14 серпня 1981              | 31 грудня 1982            | 29 грудня 1983                                 | БОХР                   | виведений зі складу флоту в 1998              | |
| Дзержинський                                          | СБЗ «Залив», Керч                  | 202                    | 20 січня 1983               | 2 березня 1984            | 29 грудня 1984                                 | БОХР                   | в бойовому складі                             | Служить разом з береговою охороною Росії.                                                                                                  |
| Орел (екс-Імені XXVII з'їзду КПРС, екс-Юрій Андропов) | СБЗ «Залив», Керч                  | 203                    | 26 вересня 1983             | 2 листопада 1985          | 30 вересня 1986                                | БОХР                   | в бойовому складі                             | Служить разом з береговою охороною Росії.                                                                                                  |
| Псков (екс-Імені 70-річчя ВЧК-КГБ)                    | СБЗ «Залив», Керч                  | 204                    | 26 грудня 1985              | 18 лютого 1987            | 29 грудня 1987                                 | БОХР                   | виведений зі складу флоту в 2002              | |
| Анадир (екс-Імені 70-річчя Прикордонних)              | СБЗ «Залив», Керч                  | 205                    | 2 квітня 1987               | 2 березня 1988            | 30 грудня 1988                                 | БОХР                   | виведений зі складу флоту в 2002              | |
| Кедров                                                | СБЗ «Залив», Керч                  | 206                    | 4 квітня 1988               | 30 квітня 1989            | 28 грудня 1989                                 | БОХР                   | виведений зі складу флоту в 2002              | |
| Воровський                                            | СБЗ «Залив», Керч                  | 207                    | 15 травня 1989              | 28 липня 1990             | 29 грудня 1990                                 | БОХР                   | виведений зі складу флоту в 2017              | |
| Гетьман Сагайдачний                                   | СБЗ «Залив», Керч                  | 208                    | 5 жовтня 1990               | 29 березня 1992           | 2 квітня 1993                                  | ВМС України            | затоплений 3 березня 2022                     | Був частково затоплений під час російського вторгнення в Україну.                                                                          |
| Гетьман Вишневецький (екс-Червоний Вимпел)            | СБЗ «Залив», Керч                  | 209                    | 27 грудня 1992              | —                         | —                                              | ВМС України            | Скасовано 1995 року.                          | Планувався як рос. Красный Вымпел, у серпні 1992 перейменовано.                                                                            |
| Проєкт 11352/11353 (Krivak IV)                        |                                    |                        |                             |                           |                                                |                        |                                               | |
| Жаркий                                                | СБЗ «ім. А. А. Жданова», Ленінград | 711                    | 16 квітня 1974              | 3 листопада 1975          | 29 червня 1976                                 | ПФ                     | виведений зі складу флоту в 2002              | |
| Легкий (екс-Ленінградський комсомолець)               | СБЗ «ім. А. А. Жданова», Ленінград | 713                    | 22 квітня 1974              | 1 квітня 1977             | 29 вересня 1977                                | ПФ                     | виведений зі складу флоту в 2003              | |
| Летучий                                               | СБЗ «ім. А. А. Жданова», Ленінград | 714                    | 9 березня 1977              | 19 березня 1978           | 10 серпня 1978                                 | ТОФ                    | виведений зі складу флоту в 2005              | |
| Пилкій                                                | СБЗ «ім. А. А. Жданова», Ленінград | 715                    | 6 травня 1977               | 20 серпня 1978            | 28 грудня 1978                                 | БФ                     | виведений зі складу флоту в 2012              | |
| Проєкт 11356 (Тальвар)                                |                                    |                        |                             |                           |                                                |                        |                                               | |
| INS Talwar                                            | Балтійський завод, Санкт-Петербург | 301                    | 10 березня 1999             | 12 травня 2000            | Березень 2002 (Росія), 18 червня 2003 (Індія)  | ВМС Індії              | в бойовому складі                             | |
| INS Trishul                                           | Балтійський завод, Санкт-Петербург | 302                    | 24 вересня 1999             | 24 жовтня 2000            | Лютий 2002 (Росія), 25 червня 2003 (Індія)     | ВМС Індії              | в бойовому складі                             | |
| INS Tabar                                             | Балтійський завод, Санкт-Петербург | 303                    | 26 травня 2000              | 25 травня 2001            | Січень 2004 (Росія), 19 квітня 2004 (Індія)    | ВМС Індії              | в бойовому складі                             | |
| INS Teg                                               | СБЗ «Янтарь», Калінінград          | 01354                  | 28 липня 2007               | 27 жовтня 2009            | 27 квітня 2012 (Індія)                         | ВМС Індії              | в бойовому складі                             | |
| INS Tarkash                                           | СБЗ «Янтарь», Калінінград          | 01355                  | 27 жовтня 2007              | 23 червня 2010            | Жовтень 2012 (Росія), 9 листопада 2012 (Індія) | ВМС Індії              | в бойовому складі                             | |
| INS Trikand                                           | СБЗ «Янтарь», Калінінград          | 01356                  | 12 червня 2008              | 25 травня 2011            | квітень 2013 (Росія), 29 червня 2013 (Індія)   | ВМС Індії              | в бойовому складі                             | |
| Проєкт 11356Р (Адмірал Григорович)                    |                                    |                        |                             |                           |                                                |                        |                                               | |
| Адмірал Григорович                                    | СБЗ «Янтарь», Калінінград          | 01357                  | 18 грудня 2010              | 14 березня 2014[джерело?] | 11 березня 2016                                | ЧФ                     | в бойовому складі                             | |
| Адмірал Ессен                                         | СБЗ «Янтарь», Калінінград          | 01358                  | 8 липня 2011                | 7 листопада 2014          | 7 червня 2016                                  | ЧФ                     | в бойовому складі                             | |
| Адмірал Макаров                                       | СБЗ «Янтарь», Калінінград          | 01359                  | 29 лютого 2012              | 2 вересня 2015            | 27 грудня 2017                                 | ЧФ                     | в бойовому складі                             | |
| «INS Tushil» (екс-Адмірал Бутаков)                    | СБЗ «Янтарь», Калінінград          | 01360/ 01457           | 13 липня 2013               | 5 березня 2016            | 2024                                           | ВМС Індії              | Продано Індії                                 | |
| «INS Tamala» (екс-Адмірал Істомін)                    | СБЗ «Янтарь», Калінінград          | 01361/ 01458           | 15 листопада 2013[джерело?] | 16 листопада 2017         | 2024                                           | ВМС Індії              | Продано Індії                                 | |
| Адмірал Корнілов                                      | СБЗ «Янтарь», Калінінград          | 01362                  | —                           | 16 листопада 2017         | 2026                                           |                        |                                               | |

## Зауваження
1. ↑  до 1 серпня 1997 року — «Беззавєтний»
2. ↑  до 1 серпня 1997 року — «Безукоризненний»
3. ↑  до 1 серпня 1997 року — «Разительний»